# Pagyár
Pagyár (korábban Pagyerócz, szlovákul Paderovce, németül Pagirowitz) Jászlóapátszentmihály község településrésze, korábban önálló falu Szlovákiában, a Nagyszombati kerületben, a Nagyszombati járásban.

## Fekvése
Nagyszombattól 15 km-re északra fekszik.

## Története
1333-ban említik először.
Vályi András szerint „PAGYERÓCZ. Tót falu Poson Vármegyében, földes Ura Gróf Pálfy Uraság, lakosai katolikusok, fekszik Bláva vize mellett, Bohuniczhoz közel, mellynek filiája, határja közép termékenységű, réttye, legelője meglehetős, fája nints, második osztálybéli.”
Fényes Elek geográfiai szótárában „Pagyerocz (Pagyerovcze), tót falu, Poson, most F.-Nyitra vgyében, a Blava vizénél, 308 kath., 6 zsidó lak., bort termeszt; vizimalma van. F. u. gr. Erdődy Józsefnő. Ut. p. Nagy-Szombat.”
A trianoni békeszerződésig Pozsony vármegye Nagyszombati járásához tartozott. Előbb Apátszentmihállyal egyesítették, majd az egyesített községet Jászlóval is összevonták. Ma a három korábbi falu együtt alkotja Jászlóapátszentmihály községet.

## Népessége
1910-ben 343, túlnyomórészt szlovák lakosa volt.
2001-ben Jaslovské Bohunice 1690 lakosából 1654 szlovák volt.

## Nevezetességei
- Szent Márton templomát 1762-ben Erdődy Kristóf még kápolnának építtette. Eredetileg egyhajós, fa harangtornyos épület volt. A kápolnát 1848-ban klasszicista stílusú templommá bővítették.
- A Szent Anna és Mária a gyermekkel szobor 1791-ben, a Szűz Mária a gyermekkel szobor 1794-ben készült.

## Külső hivatkozások
- Hivatalos oldal
- Községinfó
- Pagyár Szlovákia térképén
- E-obce.sk Archiválva 2008. szeptember 17-i dátummal a Wayback Machine-ben